# 701 CCFL
A carreira 701 da Carris, transportadora coletiva municipal de Lisboa, Portugal, é simbolizada com a cor cinzenta. e é uma carreira complementar na rede de transportes públicos da cidade de Lisboa. 
Tem os seus terminais no Campo Grande e em Campo de Ourique, junto do Cemitério dos Prazeres. De Segunda a Sábado, as primeiras circulações do dia efectuam o serviço entre Campo Grande e Sete Rios.
Teve o seu início no dia 9 de Setembro de 2006, integrada na primeira fase da rede 7 e ligando o Campo de Ourique à Charneca aproveitando os percursos das carreiras 18, 115 e 1 entretanto suprimidas. Desde 3 de Março de 2012, a carreira 701 deixou de realizar o percurso entre Campo Grande (Metropolitano) e Charneca, alegando a Carris fortes restrições orçamentais e optmização do seu desempenho global . Nessa altura, perdeu também o serviço nocturno que efectuava entre Campo Grande e Sete Rios.

## Características

### Estação
Musgueira

### Material circulante
- Volvo B7R LE (série 1701-1733) Marcopolo Viale
- Mercedes-Benz OC500 LE (série 4201-4267) Atomic Urbis

### Tipologia
Esta carreira é classificada como complementar pelo facto de assegurar a ligação direta entre alguns pontos servidos por diferentes carreiras estruturantes da rede da Carris.
Funciona entre as 05:00 e as 21:00, aproximadamente, com a seguinte variante ao percurso total da carreira:
- de Segunda a Sábado ao início do dia, das 05:15 às 06:20, não circula entre Sete Rios e Campo de Ourique;

O que significa que os seguintes trajectos são assegurados nos seguintes períodos:
- Campo Grande → Campo de Ourique (Cemitério dos Prazeres): todos os dias, das 06:30 às 21:00
- Campo Grande → Sete Rios: todos os dias, das 05:00 às 21:00

## Percurso

### Sentido Sete Rios / Campo de Ourique (Cemitério dos Prazeres)
Campo Grande → Entrecampos → Hospital de Santa Maria → Estrada da Luz → Sete Rios → Campolide → Campo de Ourique
Para este sentido, consulte o percurso da carreira 701 no Google Maps.
| código | paragem                                                             | ligação | ligação | ligação | ligação | ligação | ligação | ligação | ligação | ligação | ligação | ligação | ligação | ligação ML | ligação         | outras ligações |
| ------ | ------------------------------------------------------------------- | ------- | ------- | ------- | ------- | ------- | ------- | ------- | ------- | ------- | ------- | ------- | ------- | ---------- | --------------- | --------------- |
| cod    | CAMPO GRANDE (Metropolitano)                                        | 736     | 717     | 750     | 767     | 747     | 778     | 796     | 798     |         |         |         |         |            |                 |                 |
| cod    | Campo Grande Norte                                                  | 736     | 717     | 750     | 767     | ~       | ~       | ~       | ~       | ~       | ~       | ~       |         |            |                 |                 |
| cod    | Campo Grande / Avenida do Brasil                                    | 736     | 717     | 750     | 767     | 731     | 738     |         |         | 783     | 735     | 755     |         |            |                 |                 |
| cod    | Campo Grande                                                        | 736     | ~       | ~       | ~       |         | 738     |         | ~       | 783     |         |         |         |            |                 |                 |
| cod    | Entrecampos Norte                                                   | 736     | 754     | 744     | 727     |         | 738     |         | 749     | 783     |         |         |         |            |                 |                 |
| cod    | Avenida das Forças Armadas                                          | ~       | 754     | ~       | ~       |         |         |         | ~       | ~       |         |         |         |            |                 |                 |
| cod    | Avenida das Forças Armadas / Rua Sanches Coelho                     |         | 754     |         |         |         |         |         |         |         |         |         |         |            |                 |                 |
| cod    | Faculdade de Farmácia                                               |         |         |         |         | 731     |         |         |         |         |         |         |         |            |                 |                 |
| cod    | Hospital de Santa Maria / Rua Prof. Gama Pinto                      | ~       |         |         |         | 731     |         |         |         |         |         |         | ~       |            |                 |                 |
| cod    | Hospital de Santa Maria                                             | 764     |         |         |         | 731     | 738     |         |         |         | 735     | 755     | 768     |            |                 |                 |
| cod    | Rua São Tomás de Aquino                                             |         |         |         |         |         | 738     |         |         |         | ~       |         |         |            |                 |                 |
| cod    | Rua António Albino Machado                                          |         |         |         |         |         | 738     |         |         |         |         |         |         |            |                 |                 |
| cod    | Rua Tomás da Fonseca / Rua Antº. Albino Machado (Quinta dos Barros) |         |         |         |         |         | ~       |         |         |         |         |         |         |            |                 |                 |
| cod    | Rua Tomás da Fonseca                                                |         |         |         | ~       |         |         |         |         |         |         |         |         |            |                 |                 |
| 13618  | Bairro de São João                                                  | 764     |         |         | 726     |         |         |         |         |         |         |         |         |            |                 |                 |
| 12712  | Estrada da Luz (Loja Cidadão)                                       | 764     |         |         | 726     |         |         |         |         |         |         |         |         |            |                 |                 |
| 12710  | Laranjeiras (Metropolitano)                                         | 764     |         |         | 726     |         |         |         |         |         |         |         |         |            |                 |                 |
| 12708  | Estrada das Laranjeiras                                             | ~       |         | ~       | 726     |         |         | ~       | ~       | ~       | ~       |         |         |            |                 |                 |
| cod    | SETE RIOS                                                           |         | 754     | 202     | 726     | 731     |         | 716     | 746     | 758     | 770     | 755     | 768     |            |                 |                 |
| cod    | Estação Sete Rios                                                   |         | ~       | 202     | 726     | 731     |         | 716     | 746     | 758     | 770     | ~       | ~       |            | Sintra Azambuja | Fertagus        |
| cod    | Rua de Campolide (Avenida José Malhoa)                              |         |         | 202     | ~       | ~       |         | ~       | ~       | 758     | ~       |         |         |            |                 |                 |
| cod    | Tarujo                                                              |         |         | 202     |         |         |         |         |         | 758     |         |         |         |            |                 |                 |
| cod    | Rua de Campolide (Escola)                                           |         |         | 202     |         |         |         |         |         | 758     |         |         |         |            |                 |                 |
| cod    | Rua de Campolide                                                    | ~       | ~       | 202     |         |         |         |         |         | 758     |         |         |         |            |                 |                 |
| 06113  | Campolide                                                           | 712     | 742     | 202     | 702     | 713     |         |         |         | 758     |         |         |         |            |                 |                 |
| 08507  | Cruz das Almas                                                      | 712     | 742     | ~       | ~       | ~       |         |         |         | ~       |         |         |         |            |                 | [ 3 ] [ 4 ]     |
| 08609  | Arco Carvalhão                                                      | 712     | 742     |         |         |         |         |         |         |         |         |         |         |            |                 |                 |
| 08010  | Terramotos                                                          | 712     | 742     |         |         |         |         |         |         |         |         |         |         |            |                 |                 |
| cod    | Rua Sampaio Bruno                                                   | ~       | ~       |         |         |         |         |         |         |         |         |         |         |            |                 |                 |
| cod    | Escola Manuel da Maia                                               |         |         |         |         |         |         |         |         |         |         |         |         |            |                 |                 |
| cod    | CAMPO DE OURIQUE (Cemitério dos Prazeres)                           | 25E     | 28E     | 709     | 774     |         |         |         |         |         |         |         |         |            |                 |                 |

### Sentido Campo Grande
Campo Grande → Entrecampos → Hospital de Santa Maria → Estrada da Luz → Sete Rios → Campolide → Campo de Ourique
É junto do Cemitério dos Prazeres que a carreira efectua o seu terminal.
| código | paragem                                         | ligação                                 | ligação ML | ligação         | outras ligações |
| ------ | ----------------------------------------------- | --------------------------------------- | ---------- | --------------- | --------------- |
| cod    | CAMPO DE OURIQUE (Cemitério dos Prazeres)       | 25E 28E 709 774                         |            |                 |                 |
| cod    | Escola Manuel da Maia                           |                                         |            |                 |                 |
| cod    | Rua Sampaio Bruno                               |                                         |            |                 |                 |
| 08011  | Terramotos                                      | 712 742                                 |            |                 |                 |
| 08610  | Arco do Carvalhão                               | 712 742                                 |            |                 |                 |
| 08508  | Cruz das Almas                                  | 712 742                                 |            |                 | [ 6 ] [ 4 ]     |
| cod    | Campolide                                       | 202 702 712 713 742 758                 |            |                 | [ 7 ]           |
| cod    | Rua de Campolide                                | 202 758                                 |            |                 |                 |
| cod    | Rua de Campolide (Escola)                       | 202 758                                 |            |                 |                 |
| cod    | Tarujo                                          | 202 758                                 |            |                 |                 |
| cod    | Avenida José Malhoa                             | 770 202 758                             |            |                 |                 |
| 01621  | Estação Sete Rios                               | 202 716 726 731 746 758 770             |            | Sintra Azambuja | Fertagus        |
| cod    | SETE RIOS                                       | 754 202 716 726 731 746 755 758 768 770 |            |                 |                 |
| 12707  | Estrada das Laranjeiras                         | 726 764                                 |            |                 |                 |
| 12709  | Laranjeiras (Metropolitano)                     | 726 764                                 |            |                 |                 |
| 12711  | Estrada da Luz (Loja Cidadão)                   | 726 764                                 |            |                 |                 |
| 13617  | Bairro de São João                              | 726 764                                 |            |                 |                 |
| cod    | Rua Tomás da Fonseca                            |                                         |            |                 |                 |
| cod    | Rua Tomás da Fonseca / Rua Antº. Albino Machado |                                         |            |                 |                 |
| cod    | Quinta dos Barros                               | 738                                     |            |                 |                 |
| cod    | Rua António Albino Machado                      | 738                                     |            |                 |                 |
| cod    | Rua São Tomás de Aquino                         | 738                                     |            |                 |                 |
| cod    | Hospital de Santa Maria                         | 731 735 738 755 764 768                 |            |                 |                 |
| cod    | Faculdade de Farmácia                           | 731                                     |            |                 |                 |
| cod    | Avenida das Forças Armadas / Rua Sanches Coelho | 754                                     |            |                 |                 |
| cod    | Entrecampos Norte                               | 754 727 736 738 744 749 783             |            |                 |                 |
| cod    | Campo Grande                                    | 736 738 783                             |            |                 |                 |
| cod    | Campo Grande / Avenida do Brasil                | 717 731 735 736 738 750 755 767 783     |            |                 |                 |
| cod    | Campo Grande Norte                              | 717 736 750 767                         |            |                 |                 |
| cod    | CAMPO GRANDE (Metropolitano)                    | 717 736 747 750 767 778 796 798         |            |                 |                 |

### Equipamentos servidos
| Designação | Paragem mais próxima                      |
| --- | ----------------------------------------- |
| - Cemitério dos Prazeres - Igreja do Santo Condestável                                                        | Campo de Ourique (Cemitério dos Prazeres) |
| - Centro Comercial Amoreiras                                                                                  | Cruz das Almas                            |
| - Aqueduto das Águas Livres (Arcos do Vale de Alcântara)                                                      | Campolide                                 |
| - Jardim Zoológico de Lisboa                                                                                  | Sete Rios                                 |
| - Loja do Cidadão                                                                                             | Estrada da Luz (Loja do Cidadão)          |
| - Hospital de Santa Maria - Faculdade de Medicina da Universidade de Lisboa - Instituto de Medicina Molecular | Hospital de Santa Maria                   |
| - Segurança Social - Caixa Nacional de Pensões                                                                | Entrecampos Norte                         |
| - Museu da Cidade - Universidade Lusófona de Humanidades e Tecnologias                                        | Campo Grande Norte                        |
| - Estádio Alvalade XXI - Centro Coordenador de Transportes - Lisboa Campo Grande - Hospital Pulido Valente    | Campo Grande Metropolitano (Terminal)     |

## Horário
Ficheiros em formato PDF
- Campo Grande (Metropolitano) → Campo de Ourique (Cemitério dos Prazeres)
- Campo de Ourique (Cemitério dos Prazeres) → Campo Grande (Metropolitano)